# 岡部みどり
岡部 みどり（おかべ みどり、1971年 - ）は、日本の国際関係論研究者。博士（学術）。上智大学法学部教授。専門は人の国際移動（マイグレーション・スタディーズ）。地域統合（主に欧州）研究。

## 来歴
栃木県宇都宮市出身。宇都宮大学教育学部附属中学校卒業。栃木県立宇都宮女子高等学校在学中、宇都宮ライオンズクラブ主催英語スピーチ・コンテストで最優秀賞を受賞。副賞としてカナダ（エドモントン）に短期留学。東京大学教養学部文科III類入学。文学部第IV類（社会学）卒業。
東京大学大学院総合文化研究科国際社会科学専攻修士課程在籍時に、ジュネーブ大学国際高等研究所（フランス語：Institut de hautes études internationals. 英語：Graduate Institute of International Studies. 現在の国際・開発研究大学院）D.E.A.コース留学。
東京大学大学院総合文化研究科国際社会科学専攻において博士号取得（博士論文：「外交政策としてのEU出入国管理の研究 : 国境の再構築と規範の波及」）。
野村総合研究所、外務省専門調査員、国際連合大学「平和と統治プログラム」アカデミック・プログラム・アソシエイト、ケンブリッジ大学国際問題研究所客員研究員、上智大学法学部准教授などを経て、2014年より上智大学法学部教授。
法務省第７次出入国管理政策懇談会委員（2016年9月 - ）。外務省「将来の課題のための日・オーストリア委員会」委員（2016年 - 2017年）。法務省外国人材の受入れ・共生のための総合的対応策検討会構成員（2018年 - ）。世界経済フォーラムメンバー（2019年 - 2020年）。

## 職歴・研究歴
- 1996年　野村総合研究所
- 2000年　外務省専門調査員（在ルクセンブルク日本大使館）
- 2004年　国際連合大学「平和と統治プログラム」アカデミック・プログラム・アソシエイト
- 2006年　ケンブリッジ大学国際問題研究所(Centre of International Studies)客員研究員（牛場フェロー）
- 2007年　上智大学法学部准教授
- 2014年　上智大学法学部教授
- 2014年　オックスフォード大学移民研究所(COMPAS)客員研究員、オックスフォード大学ヨーロッパ研究所シニア・コモン・ルーム・フェロー
- 2015年  ジョンズ・ホプキンス大学政治学部客員研究員

## 受賞歴
- 2006年　国際文化会館　国際社会科学フェローシップ（牛場フェロー）

## 著書

### 編著
- 『人の国際移動とEU―欧州統合は「国境」をどのように変えるのか？』法律文化社、2016年。ISBN 978-4-589-03773-2。

### 共著
- EU External Migration Policies in an Era of Global Mobilities: Intersecting Policy Universes, Brill/Nijhoff, 2018 (S. Carrera, D. Kostakopoulou, M. Panizzonほか編)
- 『グローバル・ガヴァナンス論』2014年、法律文化社（吉川元ほか編）
- Controlling Immigration: A Global Perspective (3rd edition), Stanford University Press, 2013 (J.F. Hollifield, P. Martinほか編)
- 『越える : 境界なき政治の予兆』 (政治の発見, 第8巻) 2010年、風行社（押村高　責任編集）
- 『帝国の長い影 : 20世紀国際秩序の変容』 (Minerva西洋史ライブラリー, 89) 2010年、ミネルヴァ書房（木畑洋一、後藤春美編著）

### 論文
- 「欧州難民・移民危機」再考 -EU における人の移動研究への問題提起 (A Reflection on European Refugee and Migration Crisis)」『上智ヨーロッパ研究』12号（特集「欧州難民・移民危機の再検討」責任編集）、2020年
- 「2018年入管法改正の政治的意義−外国人労働力導入の先進事例分析を手がかりに−」『季刊労働法』265号、2019年夏季

## メディア出演・講演活動等
- NHK BS「きょうの世界」(2009年10月16日)
- NHK BS「キャッチ！世界の視点」(2014年6月12日)
- 言論NPO座談会「難民問題を考える」(2018年2月27日)
- トヨタ財団機関紙JOINT31号（鼎談特集「横の関係を分断しない」リエゾンネットワークの構築を）
- 広島県議会「産業競争力強化・外国人財受け入れ対策特別委員会」参考人（「外国人財の受け入れ・共生のための総合対策について」報告）（2020年1月21日）
- NHKスペシャル「2020開国論」(2020年3月1日)
- SPEAKUP OVERSEAS特別寄稿：「コロナ後の日本と世界について思うこと」世界コロナ日誌18（2020年5月12日）